# Humedales de Putú-Huenchullami
Los humedales de Putú-Huenchullami es un área natural ubicada en la desembocadura del río Huenchullami, a 19 km al norte de la ciudad de Constitución, en la Región del Maule de Chile. 
El río Huenchullami desfoga entre la desembocadura del río Mataquito y el río Maule junto a otros esteros como el Junquillar y el Putú, forman el humedal del que 520 hectáreas fueron declaradas santuario de la naturaleza de Chile por decreto 55 de 2017.

## Características
El Ecosistema del sector costero de Constitución, Chile, es considerado por sus características únicas, como un hotspot de alto valor biológico y científico para Chile y el mundo. El área contiene una valiosa biodiversidad, escasa a nivel nacional y mundial, con algunas especies endémicas en estado de conservación, amenazadas por actividades antrópicas. Destaca la presencia de especies endémicas de abejas y una nueva especie de orquídea (Bipinnula Gabriel). La Región del Maule posee solo un 1,38% de su superficie protegida, una de las regiones con menor representatividad ecosistémica a nivel nacional.

## Flora y Fauna
Se han registrado en la flora 27 especies que se agrupan en 19 familias las cuales 13 especies son de origen nativo, lo que representa un 48% del total. En fauna se registran 7 especies de aves clasificadas en categorías de conservación a nivel nacional y 2 de ellas se encuentran en peligro: Cuervo del pantano (Plegadis chií) y Coscoroba (Coscoroba coscoroba).
Unas de sus principales funciones es que año a año alberga a aves migratorias, proporcionándoles alimento y un lugar para anidar.

## Descubrimiento de especies
En el año 2010 un conjunto de investigadores de varias universidades entre ellas la de Talca, Concepción, Católica del Maule y la universidad de Chile estudiaron el humedal de Putú. Lo que los llevó a un descubrimiento significativo, el género Bipinnula gabriel (Orchidaceae),  especie que habita en el bosque de tipo esclerófilo costero de Chile Central, en la localidad de Putú, Constitución. Posee diferencias morfológicas y ecológicas que apoyan a esta nueva especie.